# Anton Rubinstein
Anton Gregorjevitsj Rubinstein (soms ook: Rubinštejn) (Russisch: Антон Григорьевич Рубинштейн; Anton Grigorjevitsj Roebinsjtejn) (Vichvatinets (thans Moldavië), 28 november 1829 – Peterhof, bij Sint-Petersburg, 20 november 1894) was een Russisch pianist, componist, dirigent en muziekpedagoog. Hij was niet verwant met de 20ste-eeuwse Pools-Amerikaanse pianist Arthur Rubinstein en niet met de Oekraïens-Russische balletdanseres en actrice Ida Rubinstein.

## Levensloop
Het aanvankelijk Joodse gezin van de Rubinsteins (in 1831 lieten ze zich dopen tot het Russisch-orthodoxe geloof) verhuisde vanuit het zuidelijke Podolië naar Moskou toen Anton vijf jaar was. Zijn vader was een welvarend koopman. Hij kreeg zijn eerste muzieklessen van zijn moeder, een begaafde pianiste. Drie jaar later, vanaf 1837 kreeg hij – vanwege zijn unieke talent gratis – zijn eerste pianolessen van de Russische pianopedagoog en componist Alexander Villoing.
In 1839 debuteerde hij als pianist en ging naar Parijs om zich – onder toezicht van Liszt – verder te bekwamen in de pianistiek. Na een uitgebreide concertreis door Noord-Europa, waarbij hij ook Nederland aandeed, vestigde hij zich in Berlijn waar hij samen met zijn broer, Nikolaj, compositie ging studeren bij Siegfried Dehn.
In 1848 vestigde hij zich in Sint-Petersburg, in die tijd de hoofdstad van Rusland. Hier werd grootvorstin Helena Pawlowna zijn beschermvrouwe.
Na een nieuwe studiereis (1854-1857) die hem als componist, dirigent en pianist veel roem bracht, werd Rubinstein in 1859 benoemd tot hofpianist en dirigent van hofkapel van tsaar Alexander II in Sint-Petersburg. Hij legde hier de basis voor een professionele muziekcultuur in Rusland: hij was in 1859 de oprichter van het Russische muziekgezelschap en daarnaast was hij in 1862 de stichter van het Conservatorium van Sint-Petersburg, waar hij befaamde West-Europese docenten binnenhaalde en ook zijn leraar Villoing doceerde.
De nationaal-Russische componisten van Het Machtige Hoopje rondom Balakirev reageerden teleurgesteld. Zij zagen de bewondering van Rubinstein voor de Duitse muziektraditie als een dwaling en distantieerden zich van Rubinstein en zijn instituut. Muzikaal waren de tegenstellingen minder uitgesproken, bijvoorbeeld Pjotr Iljitsj Tsjaikovski, de bekendste en befaamde componist van het conservatorium van Rubinstein en vriend van Rubinstein, werd beïnvloed door beide tradities. In 1867 stopte hij met het leiden van het conservatorium en ging hij zich geheel wijden aan het componeren en aan de concertpraktijk. In 1872 en 1873 gaf hij samen met de violist Wieniawski, tijdens een tournee van negen maanden langs alle grote Amerikaanse steden, 215 recitals. In de loop van de jaren 80 keerde hij terug naar Rusland en ging opnieuw lesgeven aan het conservatorium in Sint-Petersburg. In 1891 verhuisde hij naar Dresden. Zijn gezondheid ging echter achteruit en hij bracht zijn laatste jaar door op zijn landgoed in de buurt van Sint-Petersburg, aan de oevers van de Oostzee, waar hij in november 1894 stierf, een paar dagen voor zijn vijfenzestigste verjaardag.

## Pianist Rubinstein
Rubinstein was een van de grootste virtuozen van de negentiende eeuw. Zijn spel was hyper-romantisch: hartstochtelijk en sentimenteel, impulsief en intensief. Hij was de enige serieuze rivaal van Franz Liszt. Hij werd als pianist op een lijn geplaatst met Liszt (die – toen hij hem in 1841 in Parijs hoorde – uitriep: "Die zal mijn erfgenaam worden"), Clara Schumann en Frédéric Chopin. Hij had een enorm repertoire en een ijzersterk muzikaal geheugen wat hem tijdens zijn diverse concertreizen goed van pas kwam. Volgens de overlevering zou zijn jongere broer Nikolaj een nog groter pianist zijn geweest.

## Componist Rubinstein

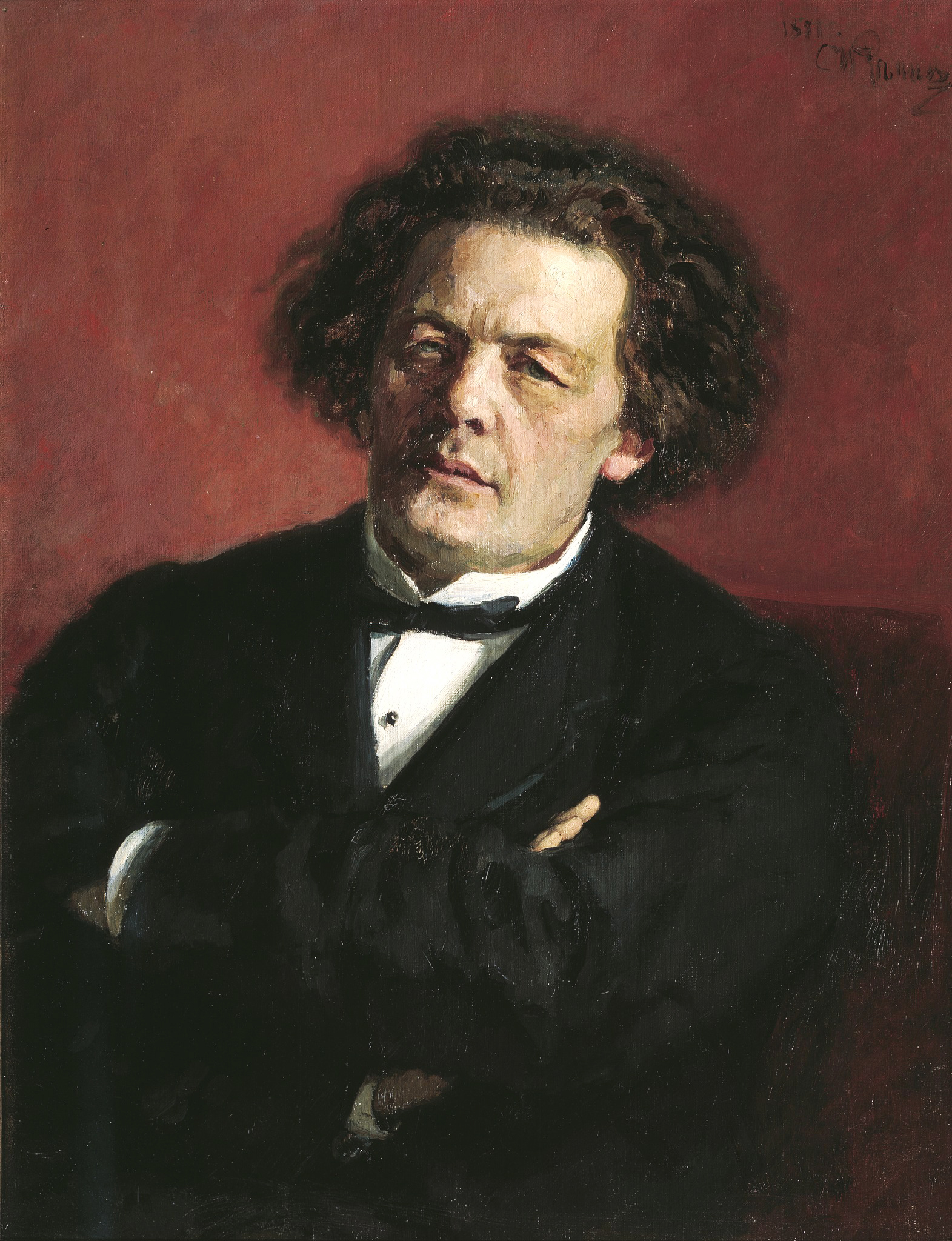
Portret van Rubinstein door Ilja Repin uit 1881

Rubinstein schreef in een romantische, westers georiënteerde stijl. Hij distantieerde zich daarmee van de leden van Het Machtige Hoopje, die een eigen Russische stijl nastreefden. Als componist was Rubinstein in de 19e eeuw de veelzijdigste en vruchtbaarste in Europa. Dankzij zijn persoonlijkheid en zijn roem als virtuoos gelukte het hem zijn werken in vele steden te laten uitvoeren. Het componeren ging bij hem heel makkelijk. Volgens Brahms, die veel respect voor de mens en de musicus Rubinstein had, componeerde Rubinstein te gemakkelijk en te snel; het was niet helemaal af, volgens Brahms, de puntjes zaten niet op de 'i'.
Verschillende werken van Rubinstein, waaronder bijvoorbeeld het vierde pianoconcert en de tweede symfonie, getuigen van het feit dat hij een zeer bekwame componist is geweest die zowel thuis was in de salon als in de concertzaal, en wiens creatieve toewijding aan zijn geboorteland, ook al was hij niet in het bijzonder schatplichtig aan Russische volksmuziek, diepgaand was. De muziek van Anton Rubinstein, ondergewaardeerd gedurende een groot deel van de 20e eeuw, kwam tegen het eind van de 20e eeuw opnieuw in de belangstelling dankzij een aantal cd-opnamen. Toch is zijn muziek bij het grote publiek grotendeels vergeten en wordt het zelden nog uitgevoerd.
Rubinstein componeerde vijf pianoconcerten, waarvan het vierde het bekendste is en het ook het langst heeft uitgehouden. Van zijn negentien opera's werd De demon (première 25 januari 1875 in het keizerlijk theater van St-Petersburg) het meest bewonderd. Zijn bekendste werk is de Melodie in F opus 3, nr. 1 voor piano. Hans von Bülow noemde hem "de Michelangelo van de muziek".

## Composities

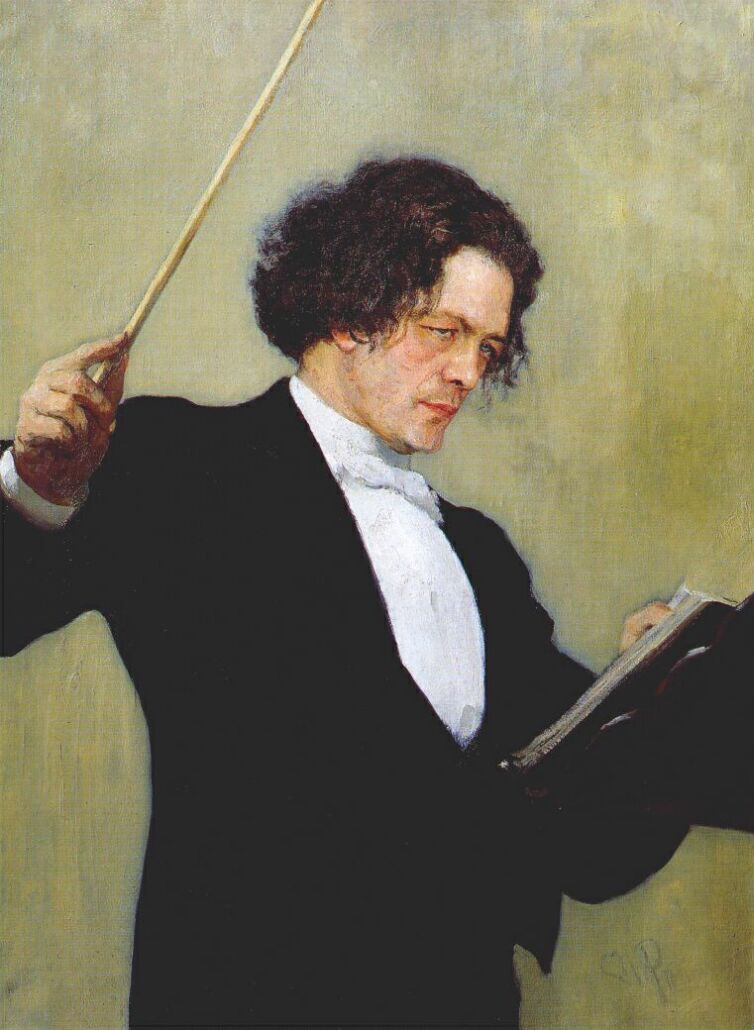
Rubinstein, geschilderd door Ilja Repin in 1887

### Werken voor orkest

#### Symfonieën
- 1850 Symfonie nr. 1 in F groot, voor orkest, op. 40 (Opgedragen aan: Julius Stern)
  1. Allegro con fuoco
  2. Allegro
  3. Moderato con moto
  4. Allegro
- 1852 Symfonie nr. 2 in C groot "De Oceaan", voor orkest, op. 42 (Opgedragen aan: Franz Liszt)
  1. Allegro maestoso
  2. Adagio ma non tanto
  3. Allegro
  4. Adagio – Allegro con fuoco
- 1853-1855 Symfonie nr. 3 in Bes groot, voor orkest, op. 56
  1. Allegro risoluto
  2. Adagio
  3. Scherzo (Allegro vivace assai)
  4. Finale (Allegro maestoso)
- 1863 Symfonie nr. 2 in C groot "De Oceaan" (gereviseerde versie), voor orkest
  1. Allegro maestoso
  2. Adagio in D groot
  3. Allegro
  4. Adagio in e klein
  5. Presto (Scherzo)
  6. Adagio – Allegro con fuoco
- 1874 Symfonie nr. 4 "dramatische symfonie" in d-klein, voor orkest, op. 95
- 1881 Symfonie nr. 5 in g klein, voor orkest, op. 107
  1. Moderato assai
  2. Allegro non troppo – Moderato assai
  3. Andante
  4. Allegro vivace
- 1887 Symfonie nr. 6 in a klein, voor orkest, op. 111
  1. Moderato con moto
  2. Moderato assai
  3. Allegro vivace
  4. Moderato assai – Allegro

#### Concerten voor instrumenten en orkest
- 1847 Concerto (in een beweging), voor piano en orkest
- 1849 Concerto in C groot, voor piano en orkest
- 1849 Concerto in d klein, voor piano en orkest (in 1856 herschreven als Oktet, op. 9)
- 1850 Concerto nr. 1 in E groot, voor piano en orkest, op. 25
- 1851 Concerto nr. 2 in G groot, voor piano en orkest, op. 35
- 1853-1854 Concerto nr. 3 in F groot, voor piano en orkest, op. 45
- 1857 Concerto in G groot, voor viool en orkest, op. 46
  1. Moderato assai
  2. Andante
  3. Moderato assai
- 1864 Concerto in a klein, voor cello en orkest, op. 65
  1. Moderato con moto
  2. Adagio
  3. Allegro con fuoco
- 1864 Concerto nr. 4 in d klein, voor piano en orkest, op. 70
- 1870 Romance et Caprice, voor viool en orkest, op. 86
- 1874 Concerto nr. 5 in Es groot, voor piano en orkest, op. 94
- 1878 Caprice russe in c klein, voor piano en orkest, op. 102
- Concertstuk in As groot, voor piano en orkest, op. 113

#### Andere werken voor orkest
- 1854 Torzhestvennaya uvertura (triomf-ouverture) voor de kroning van Alexander II van Rusland, voor orkest, op. 43a
- 1864 Faust – Ein musikalisches Charakterbild nach Johann Wolfgang von Goethe, voor orkest, op. 68 (dit werk is een deel uit de gelijknamige symfonie, die verloren is gegaan)
- 1869 Ivan IV (de Verschrikkelijke), voor orkest, op. 79
- 1870 Don Quichote, muzikaal karakterbeeld voor orkest, op. 87
- 1882 La Russie, morceaux symphonique, voor groot orkest
- 1890 Antonius en Kleopatra, ouverture voor orkest, op. 116
- Ouverture de concert in Bes groot, voor orkest, op. 60

### Cantates
- 1866 Утро (De ochtend), cantate voor mannenkoor en orkest, op. 74 – tekst: Yakov Polonsky (1819-1898) Duits vertaald van Josef Wenzig

### Muziektheater

#### Oratoria en geestelijke opera's
| Voltooid in | titel                                           | aktes                      | première                                                                 | libretto                            |
| ----------- | ----------------------------------------------- | -------------------------- | ------------------------------------------------------------------------ | ----------------------------------- |
| 1855-1856   | Das verlorene Paradies, op. 54                  |                            | 1858, Weimar; als geestelijke opera: 1875, Düsseldorf                    | Arnold Schlönbach naar John Milton  |
| 1868-1869   | Der Thurm zu Babel (De Toren van Babel), op. 80 | 1 akte                     | 1870, Kaliningrad, toen nog: Koningsbergen                               | Julius Rodenberg                    |
| 1882-1883   | Sulamith                                        | 5 taferelen                | 8 november 1883, Hamburg                                                 | Julius Rodenberg, naar het Hooglied |
| 1887-1889   | Moses, op. 112                                  | 8 scènes                   | 1892, Praag (uitsluitend een generale repetitie); concertant: 1894, Riga | Salomon Hermann Mosenthal           |
| 1892-1894   | Christus, op. 117                               | proloog, 7 scènes, epiloog | 1895, Bremen                                                             | Heinrich-Alfred Bulthaupt           |

#### Opera's

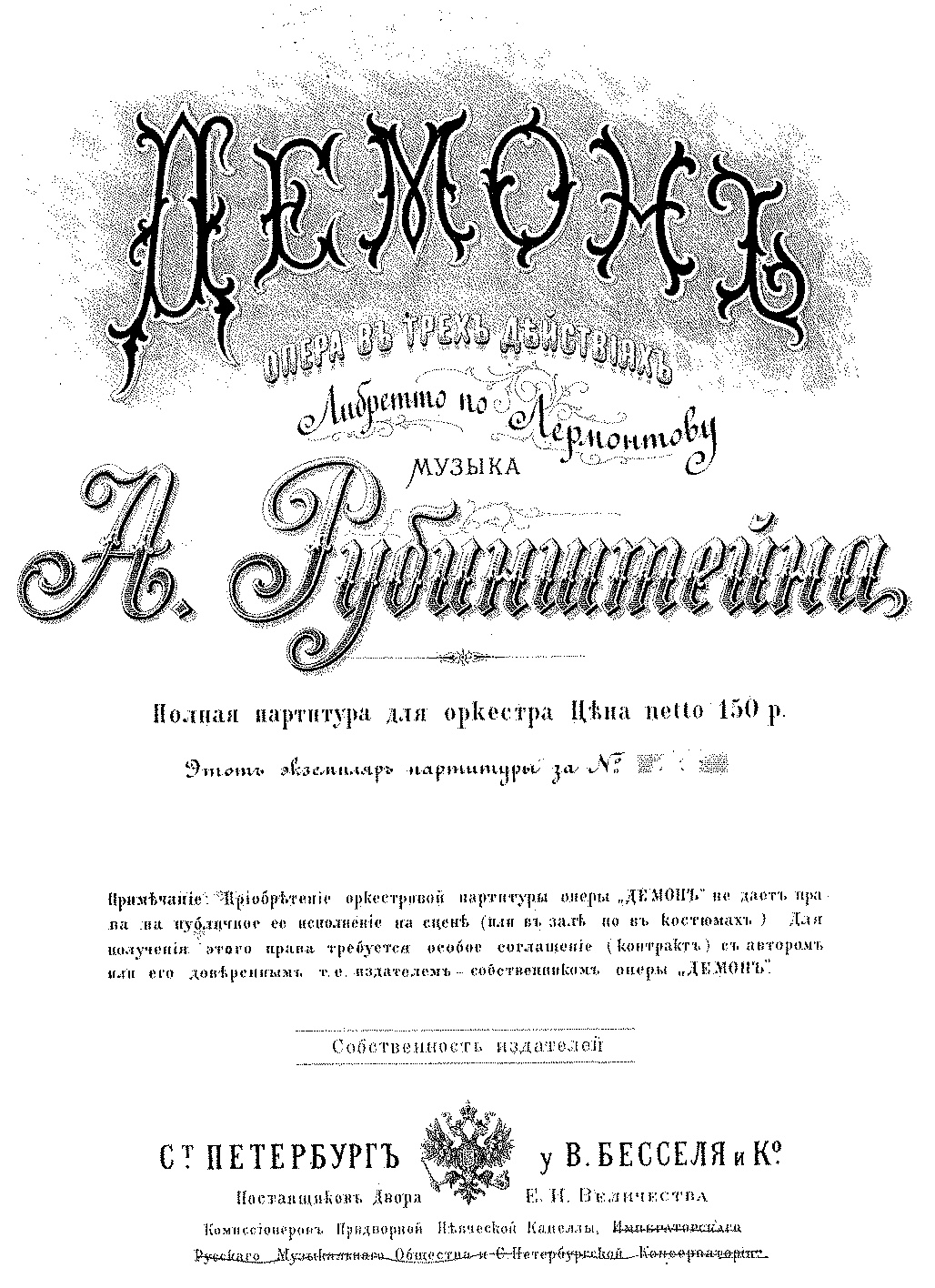
Titelblad van De Demon

| Voltooid in | titel                                                               | aktes                | première                                                                                      | libretto                                                                           |
| ----------- | ------------------------------------------------------------------- | -------------------- | --------------------------------------------------------------------------------------------- | ---------------------------------------------------------------------------------- |
| 1849-1850   | Kulikovskaja bitva (De Slag op het Kulikov-veld) of Dmitrij Donskoj | 3 aktes              | 30 april 1852, Sint-Petersburg                                                                | Vladimir Sollogub en Vladimir Zotov naar Vladislav Ozerov                          |
| 1852        | Sibirskie ochotniki (De Sibirische jager)                           | 1 akte               | 1854, Weimar                                                                                  | Andrej Žerebcov                                                                    |
| 1852-1853   | Mest' (De wraak); ook bekend onder de titel: Hadji-Abrek            | 1 akte               | 1858, Sint-Petersburg                                                                         | Aleksej Žemčužnikov naar Michail Joerjevitsj Lermontov                             |
| 1853        | Fomka-duračok (Fomka, de paljas)                                    | 1 akte               | 23 mei 1853, Sint-Petersburg                                                                  | Michail Michajlov                                                                  |
| 1860-1861   | Die Kinder der Heide                                                | 4 aktes              | 23 februari 1861, Wenen, Theater am Kärntnertor                                               | Salomon Hermann Mosenthal, naar Karl Beck                                          |
| 1861-1862   | Ferramors                                                           | 3 aktes              | 24 februari 1863, Dresden, Hofopera                                                           | Julius Rodenberg naar Thomas Moore                                                 |
| 1871        | Demon (De demon)                                                    | 3 aktes              | 25 januari 1875, Sint-Petersburg, Keizerlijk theater                                          | de componst, Pavel Viskovatov en Apollon Majkov naar Michail Joerjevitsj Lermontov |
| 1872-1874   | Die Maccabäer (De Makkabeeën)                                       | 3 aktes, 6 taferelen | 17 april 1875, Berlijn, Hofopera; in Rusland uit censuur-redenen eerst: 1877, Sint-Petersburg | Salomon Hermann Mosenthal naar Otto Ludwig                                         |
| 1875-1877   | Nero                                                                | 4 aktes, 8 taferelen | 1 november 1879, Hamburg                                                                      | Jules Barbier                                                                      |
| 1877-1879   | Kupec Klašnikov (Koopman Kalašnikov)                                | 3 aktes              | 5 maart 1880, Sint-Petersburg                                                                 | Nikolaj Kulikov naar Michail Joerjevitsj Lermontov                                 |
| 1883        | Unter Räubern                                                       | 1 akte               | 8 november 1883, Hamburg                                                                      | Ernst Wichert naar Théophile Gautier                                               |
| 1884        | Der Papagei (De Papegaai)                                           | 1 akte               | 11 november 1884, Hamburg                                                                     | Hugo Wittmann naar een sprookje vanuit het Perzische Papegaaienboek                |
| 1888        | Gorjuša                                                             | 4 aktes              | 3 december 1889, Sint-Petersburg, Keizerlijk theater                                          | Dmitrij Averkiev                                                                   |

#### Balletten
| Voltooid in | titel    | aktes   | première | libretto | choreografie |
| ----------- | -------- | ------- | -------- | -------- | ------------ |
| 1892        | Der Wein | 3 aktes |          |          |              |

#### Schouwspel
- 1852 Stenka Razin toneelmuziek bij dit theaterstuk

### Werken voor koren
- 1861 Rusalka, voor vrouwenkoor en orkest, op. 63 – tekst: Michail Joerjevitsj Lermontov

### Kamermuziek
- 1854 Drie stukken, voor viool en piano, op. 11 nr. 1
- 1853-1854 Drie stukken, voor cello en piano, op. 11 nr. 2
- 1854 Drie stukken, voor altviool en piano, op. 11 nr. 3
- 1856 Octet in D groot, voor dwarsfluit, klarinet, hoorn, viool, altviool, cello, contrabas en piano, op. 9
- 1855-1857 Twee trio's, voor viool, cello en piano, op. 15
- 1852-1855 Strijkkwartet nr. 1 in G groot, op. 17 nr. 1
- 1852-1855 Strijkkwartet nr. 2 in c klein, op. 17 nr. 2
- 1853-1855 Strijkkwartet nr. 3 in F groot, op. 17 nr. 3
- 1852 Sonata nr. 1 in D groot, voor cello en piano, op. 18 nr. 1
- 1853 Sonata nr. 2 in a klein, voor viool en piano, op. 19
- Sonata nr. 2 in G, voor cello en piano, op. 39
- 1856 Strijkkwartet nr. 4 in e klein, op. 47 nr. 1
- 1856 Strijkkwartet nr. 5 in Bes groot, op. 47 nr. 2
- 1856 Strijkkwartet nr. 6 in d klein, op. 47 nr. 3
- 1855 Sonata in f klein, voor altviool en piano, op. 49
- 1857 3e Trio in Bes groot, voor viool, cello en piano, op. 52
- 1855 rev.1860 Kwintet in F groot, voor dwarsfluit, klarinet, fagot, hoorn en piano, op. 55
- 1859 Strijkkwintet in F groot, op. 59
- 1864 Kwartet in C groot, voor viool, altviool, cello en piano, op. 66
- 1870 4e Trio in A groot, voor viool, cello en piano
- 1871 Twee strijkkwartetten, op. 90

## Publicaties
- Avtobiografičeskie vospominanija (Autobiografische herinneringen), in: Russkaja starina, november 1889; Engels: Autobiography of A.Rubinstein, Boston/Massachusetts 1890;
- Literaturnoe nasledie. T. 3. Pis'ma, 1872-1894. Lekcii po istorii fortepiannoj literatury, vol. 3. brieven. voorlezingen over de geschiedenis van de piano literatuur, Moskva: Muzyka 1986. 276 p.
- Literaturnoe nasledie vol. 2. brieven. T. 2. Pis'ma, 1850-1871, Moskva: Muzyka 1984. 221 S.
- A conversation on music – (Muzyka i ee predstaviteli), Engels, Reprint., New York: Da Capo Press 1982. 146 p., (Series: Da Capo Press Music Reprint Series), Orig. publ. New York: C.F. Tretbar, 1892